# Minerální pramen Doubrava
Minerální pramen Doubrava (nové pojmenování Pramen století) je volně přístupný minerální pramen v Doubravě, místní části města Aš v okrese Cheb v Karlovarském kraji.

## Přírodní poměry
Pramen vyvěrá v severovýchodní části Ašského výběžku při levém břehu Bílého Halštrova, přibližně 1 km od česko-saské hranice. 
Nachází se v Ašské vrchovině v geomorfologickém celku Smrčiny v severovýchodní části přírodního parku Halštrov.

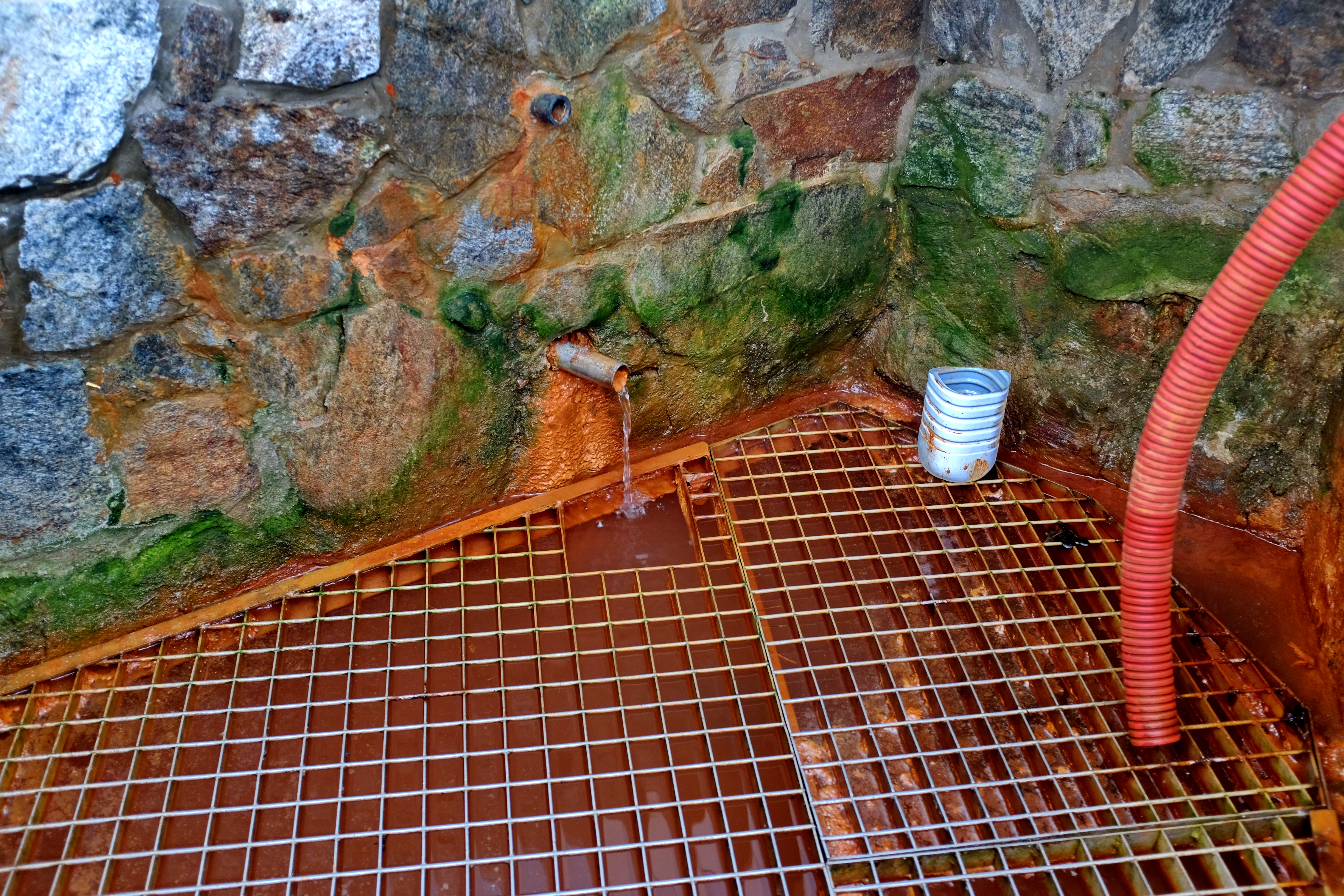
Odběrné místo v květnu 2019

Horninové podloží vývěru v nivních sedimentech Bílého Halštrova tvoří svory krušnohorsko-smrčinského krystalinika. Osamocený vývěr patří ke skupině kyselek v širší oblasti saských lázní Bad Elster.

## Historie
Pramen má lokální význam a je již dlouho využíván místními obyvateli k pitným účelům. Jímání je ve vyzděné kruhové studni o průměru 1 metr. Nad pramenem byl v roce 1972 vybudován zděný pavilon šestibokého půdorysu s jehlanovou střechou. K odběrnému místu zapuštěném 2,3 m pod úroveň okolního terénu se schází po točitých schodech. V roce 2000 byly provedeny chemické rozbory, které prokázaly vysokou kvalitu minerálky a podobné chemické složení jako prameny na německé straně v Bad Elsteru. V okolí stávajícího vývěru byly v roce 2003 provedeny průzkumné vrty. V roce 2009 byl pramen vysvěcen pravoslavným arcibiskupem, metropolitou Kryštofem a přejmenován na Pramen století.

## Vlastnosti a složení
Teplota pramene je poměrně stálá okolo 8,5 °C, celková mineralizace činí 3 860 mg/litr. Obsah rozpuštěného oxidu hličitého je okolo 1 600 mg/litr, což dodává minerálce příjemnou chuť. Minerální voda má zvýšený obsah oxidu křemičitého (SiO2) v hodnotě 55 mg/litr. Hodnota pH je 5,3. Vydatnost je poměrně nízká, podle měření z ledna 1975 činí 1,2 litrů/min.

## Přístupnost
Minerální pramen je volně přístupný. Okolo zděného pavilonu vede středem Doubravy silnice z Aše k hraničnímu přechodu Doubrava/Bad Elster. Kromě silnice je k minerálce možný přístup po žlutě značené turistické trase a naučné stezce nazvané Údolím Bílého Halštrova. Nedaleko pavilonu se nacházejí pozůstatky historické papírny.